# Lidia Chojecká
Lidia Chojecká-Leandro (* 25. ledna 1977, Siedlce) je bývalá polská atletka, běžkyně na střední tratě. Její hlavní disciplínou byl především běh na 1500 metrů a běh na 3000 metrů.

## Kariéra
První úspěch si připsala v roce 1995 v maďarské Nyíregyháze, kde se stala juniorskou mistryní Evropy na patnáctistovce. Těsně pod stupni vítězů, na čtvrtém místě skončila na halovém mistrovství světa 1997. Později však byl prokázán doping stříbrné v soutěži Američance Mary Deckerové a bronz dodatečně přidělen polské běžkyni. V letní sezóně získala stříbrnou medaili na prvním ročníku mistrovství Evropy do 23 let ve finském Turku, kde v běhu na 1500 m prohrála jen s českou běžkyní Andreou Šuldesovou. Bronz poté vybojovala na letní univerziádě v Catanii. V roce 1999 se stala mistryní Evropy do 23 let na patnáctistovce. O rok později se stala v Gentu halovou vicemistryní Evropy v běhu na 3000 m.
Zúčastnila se čtyř mistrovství světa a je trojnásobnou účastnicí mistrovství Evropy. Nejblíže k medaili měla na MS 2001 v Edmontonu (4:06,70) a na ME 2006 v Göteborgu (4:01,43), kde shodně obsadila pátá místa. Polsko reprezentovala na třech letních olympijských hrách, vždy na patnáctistovce. V roce 2000 doběhla v Sydney pátá. Na olympiádě v Athénách 2004 obsadila s časem 3:59,27 šesté místo. Na letních hrách v Pekingu skončila její cesta v rozběhu.
V roce 2005 na halovém ME v Madridu vyhrála v běhu na 3000 m. O rok později na stejné trati vybojovala bronz na halovém MS v Moskvě. Největší sportovní úspěch kariéry zaznamenala na halovém mistrovství Evropy 2007 v Birminghamu, kde získala dvě zlaté medaile. Kromě titulu na patnáctistovce získala titul halové mistryně i na dvojnásobné trati. Na berlínském mistrovství světa 2009 doběhla ve finále sedmá v čase 4:07,17.
Sportovní kariéru ukončila v roce 2013.

## Osobní rekordy
Hala
- 1 500 metrů – 4:03,58 – 21. února 2003, Birmingham - NR
- 3 000 metrů – 8:38,21 – 3. února 2007, Stuttgart - NR

Dráha
- 1 500 metrů – 3:59,22 – 28. července 2000, Oslo - NR
- 3 000 metrů – 8:31,69 – 30. srpna 2002, Brusel - NR